# عارف علوي
عارف الرحمن علوي (بالأردية: عارف الرحمان علوی) (29 أغسطس 1949 -)، هو سياسي باكستاني والرئيس الثالث عشر والحالي لباكستان، تولى المنصب في 9 سبتمبر 2018.
كان عضوًا في الجمعية الوطنية لباكستان من يونيو 2013 إلى مايو 2018 ومرة أخرى من أغسطس إلى سبتمبر 2018.
كما أنه عضو مؤسس لحركة باكستان تحريك إنصاف (PTI)، تم انتخاب علوي رئيسًا لباكستان في 4 سبتمبر 2018 عقب الانتخابات الرئاسية.
علوي متزوج من سامينا علوي. ولهما أربعة أبناء متزوجين.

## النشأة والتعليم
ولد في 29 يوليو 1949  في كراتشي، باكستان. وفقا لبعض المصادر، ولد في 29 أغسطس 1949، ووفقًا لمصادر أخرى، ولد في عام 1947.
كان والده، حبيب الرحمن إلهي علوي، طبيب أسنان في الهند هاجر إلى كراتشي بعد تأسيس باكستان، وفتح عيادة أسنان في مدينة سدار. أصبح والده مرتبطًا سياسيًا بجماعة الإسلام الباكستانية. وفقًا لموقع الويب الباكستاني تحريك إنصاف، كان والد ألفي طبيب الأسنان لجواهر لال نهرو.
بعد الانتهاء من تعليمه المبكر في كراتشي، انتقل إلى لاهور في عام 1967 للتعليم. حصل على شهادة البكالوريوس في جراحة الأسنان من كلية De'Montmorency لطب الأسنان. أكمل درجة الماجستير في التعويضات السنية من جامعة ميتشيغان في عام 1975. حصل على درجة الماجستير في تقويم الأسنان في عام 1984 من جامعة المحيط الهادئ في ستوكتون، كاليفورنيا. بعد عودته إلى باكستان، بدأ في ممارسة طب الأسنان وإعداد مستشفى علوي لطب الأسنان.

## المسيرة المهنية
في عام 1981، كان رئيسًا للمؤتمر الباكستاني الدولي الأول لطب الأسنان. في عام 1987، أصبح رئيسًا لمؤتمر باكستان الدولي الثالث لطب الأسنان. أصبح راعي المؤتمر الدولي الباكستاني الخامس لطب الأسنان.

شغل منصب عميد كلية تقويم الأسنان في كلية الأطباء والجراحين في باكستان. في عام 2006، تم انتخابه رئيسًا لاتحاد آسيا المحيطي لطب الأسنان. في العام التالي، تم انتخابه كمستشار للإتحاد العالمي لطب الأسنان (FDI)

## المسيرة السياسية
بدأ علوي مسيرته السياسية كوكيل للاقتراع، وانضم إلى حزب ديني.
أثناء دراسته في كلية De'Montmorency لطب الأسنان، أصبح عضوًا نشطًا في اتحادات الطلاب. أصبح تابعاً سياسياً لـ «جمعية الطلاب الإسلامية»، وهي جناح طلابي في الجماعة الإسلامية الباكستانية  ، ثم أصبح رئيساً لاتحاد الطلاب. خلال أيامه المبكرة، كان ناقدًا لنظام أيوب خان وأُصيب مرتين أثناء مشاركته في احتجاج عام 1969 في ذا مول، لاهور. رصاصة ما زالت موجودة في جسمه.
أصبح ناشطا سياسيا بعد أن أعلن ذو الفقار علي بوتو الانتخابات العامة الباكستانية، 1977.
سعى للحصول على مقعد في جمعية مقاطعة السند كمرشح للجماعة الإسلامية من دائرة انتخابية في كراتشي في عام 1979  لكنه لم ينجح. في عام 1988، غادر JI وترك السياسة.
وفقا لعلوي، غادر الحزب لأنه أصبح محبطًا من تركيزهم الضيق على السياسة وكان «يشعر دائمًا بأن القيادة الصادقة هي الحل الحقيقي لمشاكل باكستان».
بعد الحصول على الإلهام من عمران خان انضم إلى باكستان تحريك إنصاف في عام 1996  وأصبح أحد الأعضاء المؤسسين للحزب. وشارك في إعداد دستور الحزب 
وظل عضوًا في المجلس التنفيذي المركزي لـ PTI لمدة عام قبل أن يصبح رئيسًا للحزب في قسم السند عام 1997.
نافس علوي على مقعد في مجلس مقاطعة السند كمرشح لـ لحزب حركة باكستان تحريك إنصاف من الدائرة PS-89 (كراتشي جنوب - V) في الانتخابات العامة الباكستانية، 1997، لكنه لم ينجح. جاء في المرتبة الثالثة بعد حصوله على 2,200 صوتًا وخسر المقعد لصالح سليم ضياء.
في عام 2001، أصبح نائب رئيس حزب باكستان تحريك إنصاف.
نافس أيضاً مرة أخرى على مقعد في مجلس مقاطعة السند كمرشح لـ PTI من الدائرة PS-90 (كراتشي - II) في الانتخابات العامة الباكستانية، 2002، لكنه لم ينجح. وحصل في المركز السادس على تأمين 1,276 صوتًا وخسر المقعد إلى عمر صادق.
في عام 2006، أصبح أمين سر عام باكستان تحريك إنصاف، وهو المنصب الذي خدم فيه حتى عام 2013.
تم انتخابه في الجمعية الوطنية لباكستان كمرشح لـ باكستان تحريك إنصاف من دائرة NA-250 (كراتشي -12) في الانتخابات العامة الباكستانية 2013. حصل على 77,659 صوتًا وهزم خوشبخت شجاعت. بعد انتخابه الناجح، أصبح العضو الوحيد في PTI الذي فاز بمقعد الجمعية الوطنية من السند في الانتخابات العامة لعام 2013.
في عام 2016، أصبح رئيسًا للحزب في السند.
أعيد انتخابه في الجمعية الوطنية كمرشح من PTI من دائرة NA-247 (كراتشي جنوب الثانية) في الانتخابات العامة الباكستانية.
حصل على 91,020 صوتًا، وهزم سيد زمان علي جافري، وهو مرشح لـتحريک لبيك باكستان.[34]
في 18 أغسطس 2018، تم ترشيحه من قبل PTI كمرشح لمنصب رئيس باكستان. في 4 سبتمبر 2018، تم انتخابه رئيسًا للبلاد الثالث عشر في الانتخابات الرئاسية الباكستانية، 2018. حصل على 352 صوتًا انتخابيًا، وهزم فضل الرحمن، وأعتز إحسان الذي حصل على 184 و 124 صوتًا على التوالي.
عند انتخابه رئيسًا، شكر ألفي رئيس الوزراء عمران خان والائتلاف الحكومي لدعمهم.
أصبح طبيب الأسنان الثاني في العالم بعد Gurbanguly Berdimuhamedow لرئاسة دولة أو حكومة.
وهو ثالث رئيس لباكستان هاجر أفراد عائلته إلى باكستان من الهند بعد تقسيم الهند.
في 5 سبتمبر 2018، تخلى عن مقعده في الجمعية الوطنية.
في 9 سبتمبر، استبدل ممنون حسين وأدى اليمين الدستورية كرئيس 13 لباكستان.